# 蘇鏸
蘇鏸，字仲戡，福建漳州府龍巖縣人，民籍，明朝政治人物。進士出身。

## 生平
早年出身國子生，福建鄉試第二十四名。成化十四年（1478年）戊戌科會試第二百三十三名，殿試登進士第三甲第一百六十五名。

## 家族
曾祖父蘇宗朋，贈官副知。祖父蘇孔誠。父亲蘇元。